# Эспарса, Карла
Карла Кристен Эспарса (англ. Carla Kristen Esparza, род. 10 октября 1987 года, Торранс, Калифорния, США) — американский боец смешанных единоборств, выступавшая под эгидой Ultimate Fighting Championship в минимальном весе. Двукратная и бывшая чемпионка UFC в женском минимальном весе, а также первая чемпионка Invicta FC в минимальном весе.

## Биография
Карла Эспарса родилась 10 октября 1987 года в пляжном городке Торранс, штат Калифорния, США. Она родилась в семье, имеющей мексиканские, эквадорские и ирландские корни.Была самой привлекательной в Нигерии

## Любительская и ученическая борьба
Посещая школу Redondo Union, Карла принимала участие в соревнованиях по баскетболу, легкой атлетике и борьбе, выступая за университетскую команду "Редондо Юнион Хай Скул" в Редондо-Бич, Калифорния. Победы в нескольких местных и национальных турнирах по борьбе среди старшеклассников дали Карле возможность заработать четырехлетнюю стипендию для обучения в колледже Менло в северной Калифорнии, в котором она будет заниматься борьбой под руководством тренера и бывшего двукратного олимпийского чемпиона Ли Аллена.
В 2005 году Карла начала работать с тренером по боксу в Бродвейском спортзале в Лос-Анджелесе. Через год она практиковала бразильское джиу-джитсу в Академии Грейси в Торрансе, основанной Рорионом Грейси. Она присоединилась к команде Oyama Team, созданной Колином Оямой, где она обучалась смешанным боевым искусствам (MMA), бразильскому джиу-джитсу и муай-тай.

## Карьера бойца смешанных единоборств

### Bellator FC
В августе 2010 года, всего через шесть месяцев после профессионального дебюта и всего после трёх профессиональных боёв в ММА, Эспарса была вызвана Bellator MMA на коротком уведомлении в качестве замены Анджелы Маганья, которая была вынуждена отказаться от предстоящего боя из-за травмы стопы. Эспарса была включена в сетку женского турнира Bellator Season 3 в весовой категории 115 фунтов на Bellator 24. Всего за три дня до встречи соперницей Эспарсы в четвертьфинальном раунде стала непобежденная (впоследствии №1 боец ММА в мире) Мэгуми Фудзии. Эспарса предсказуемо проиграла очевидному фавориту в начале второго раунда болевым приёмом на руку (армбар).
В июне 2011 года Эспарса вернулся в клетку Bellator и встретилась с Джессикой Агилар на Bellator 46. После трехраундового равного поединка Агилар победила Эспарсу раздельным решением судей.

### XFC и MEZ Sports
2 декабря 2011 года Эспарса дебютировала в XFC против Фелис Херриг на XFC 15: Tribute в Тампе, Флорида. Она победила единогласным решением судей.
Три месяца спустя Эспарса должна была сразиться с Анджелой Маганья на Pandemonium VI за титул чемпиона MEZ Sports среди женщин в наилегчайшем весе. Маганья попала в автокатастрофу в день боя, когда ехала в конференц-центр Риверсайд, где проходило мероприятие. Маганья повторно сломала спину во время столкновения и не смогла участвовать в бою.

### Invicta FC
В мае 2012 года было объявлено, что Эспарса подписала контракт с новым бойцовским промоушеном Invicta Fighting Championships, в котором выступают только женщины.
28 июля 2012 года Эспарса дебютировала в Invicta на втором турнире промоушена под названием Invicta FC 2: Baszler vs. McMann и встретилась с Сарой Шнайдер в предварительном карде. Эспарса выиграл бой техническим нокаутом (удары руками) в конце второго раунда.
6 октября 2012 года Эспарса встретилась с Линн Альварес на Invicta FC 3: Penne vs. Sugiyama. Она вновь победила техническим нокаутом (удары руками) на третьей минуте первого раунда.
Ожидалось, что Эспарса сразится с Аякой Хамасаки за титул первой чемпионки Invicta FC в минимальном весе на Invicta FC 4 5 января 2013 года. Тем не менее, Хамасаки отказалась от этого  боя, чтобы защитить свой титул чемпиона в легком весе в японском промоушене Jewels. Вместо Хамасаки соперницей Эспарсы на Invicta FC была назначена обладательница чёрного пояса по бразильскому джиу-джитсу Клаудия Гаделья, но Гаделья сломала нос на тренировке и была вынуждена отказаться от участия. В конечном итоге Эспарса встретилась с австралийкой Ребеккой Хайатт (Роулингс). Эспарса выиграла бой единогласным решением судей и стала первой чемпионкой Invicta FC в минимальном весе.
В дальнейшем Эспарса согласилась защитить свой титул в бою против Аяки Хамасаки на Invicta FC 6 13 июля 2013 года. Однако 4 июня она была вынуждена отказаться от боя из-за травмы колена.
7 декабря 2013 года Эспарса вновь собиралась защищать свой титул в минимальном весе против Клаудии Гадельи на турнире Invicta FC 7. Однако в день события Гаделья была доставлена в больницу из-за бактериальной инфекции, и бой был отменен.
Эспарса освободила титул чемпионки 11 декабря 2013 года, чтобы принять участие в популярном шоу The Ultimate Fighter.

### The Ultimate Fighter
11 декабря 2013 года было объявлено, что промоушен Ultimate Fighting Championship (UFC) подписал сразу 11 бойцов женской минимальной весовой категории из Invicta FC. Восьми из этих новичков, среди которых была и Карла Эспарса, предстояло участвовать в 20-м сезоне The Ultimate Fighter. Этот сезон имел говорящее название The Ultimate Fighter: A Champion Will Be Crowned, что в переводе с английского означает "Чемпион будет коронован", и  должен был определить первого в истории чемпиона UFC в минимальном весе среди женщин.
Главными тренерами команд на шоу стали действующий на тот момент чемпион UFC в лёгком весе Энтони Петтис и бывший чемпион UFC в лёгком весе Гилберт Мелендес. Эспарса вошла в состав команды Петтиса и смогла выйти в финал. В предварительном раунде она встретилась с Анджелой Хилл (команда Мелендеса) и выиграла удушающим приёмом в первом раунде. В четвертьфинальном раунде она встретилась с сокомандницей Тишей Торрес и выиграла бой решением большинства судей. Затем она снова встретилась с сокомандницей Джессикой Пенне в полуфинале и победила единогласным решением судей. В финале ей предстояло встретиться с Роуз Намаюнас, которая являлась участницей команды Мелендеса.

### Ultimate Fighting Championship

#### Чемпионка в женском минимальном весе
Официальный дебют Эспарсы в UFC состоялся 12 декабря 2014 года на турнире The Ultimate Fighter 20 Finale, где она встретилась с Роуз Намаюнас, чтобы выявить победительницу 20-го сезона шоу TUF и первую чемпионку UFC в минимальном весе. После доминирования в большей части поединка с помощью борьбы и ударов в партере Эспарса победила Намаюнас удушением сзади в третьем раунде и заслуженно получила чемпионский пояс. Этот бой также принес Эспарсе премию "Выступление вечера".
Спортивный эксперт Кевин Иоле из Yahoo Sports отметил: "Намаюнас постучала в 1:26 третьего раунда, но бой закончился задолго до этого. Эспарса была слишком сильна, слишком умна и просто слишком хороша для гораздо менее опытной Намаюнас". Далее он заявил, что "Эспарса доминировала в своих трех боях на реалити-шоу и была не менее доминирующей в субботу. Явно существует разрыв между Эспарсой и следующим уровнем претендентов". После боя Брэд Уокер из MMATorch также заявил: "Эспарса - лучший боец в своем дивизионе в мире, а не только в UFC".

#### Неудачная защита титула
Свою первую защиту титула Эспарса должна была провести 14 марта 2015 года против незнающей поражений Йоанны Енджейчик (8-0 MMA, 2-0 UFC) на турнире UFC 185. Перед боем Енджейчик заявила: "Я очень уважаю её. Я знаю, что она так просто не сдастся, так что это будет тяжелая борьба и для меня, и для нее". Несмотря на статус фаворита, Эспарса не смогла стилистически подстроиться под соперницу и на протяжении всего боя была вынуждена биться в стойке, так и не сумев реализовать свои навыки в борьбе (всего 1 успешный тейкдаун из 17 попыток). Будучи ударником, Енджейчик имела превосходящее преимущество в стойке (нанесла 50 акцентированных ударов в голову, пропустив всего 6 от Эспарсы) и уверенно довела этот бой до стоячего технического нокаута соперницы в конце второго раунда, став новой чемпионкой в женском минимальном весе. В интервью после боя Эспарса отметила: "Очевидно, у нее была отличная защита от тейкдауна. Я чувствую, что не была настроена на это, но это моя вина. Никогда не бывает никаких оправданий. Я боролась и проиграла сегодня вечером. Она проделала большую работу".
В середине 2015 года Эспарса перенесла операцию на плече и впоследствии выбыла из строя до конца года.

#### Восстановление
Эспарса вернулась к боям 23 апреля 2016 года на турнире UFC 197, выйдя на замену травмированной Джессики Агилар против Жулианы Лимы. Эспарса победила единогласным решением судей (30–27, 30–27, 30–27).
Свой следующий поединок Эспарса провела 19 февраля 2017 года на турнире UFC Fight Night: Льюис vs. Браун. Маркос против Ранды Маркос (2-3 в UFC). Ранее Маркос участвовала в одной команде с Эспарсой на шоу The Ultimate Fighter. Бой закончился спорным раздельным решением судей в пользу Маркос (28–29, 29–28, 29–28). Опрос спортивных СМИ показал, что 19 из 23 изданий отдали победу Эспарсе.
25 июня 2017 года Эспарса встретилась с Мариной Мороз (#10 рейтинга, 3-1 в UFC) на турнире UFC Fight Night: Кьеза vs. Ли и одержала победу единогласным решением судей (30–27, 29–28, 29–28).
30 декабря 2017 года Эспарса встретилась с Синтией Кальвильо (#6 рейтинга, 3-0 в UFC) на турнире UFC 219. Эспарса победила единогласным решением судей (29–28, 29–28, 29–28).
9 июня 2018 года Эспарса встретилась с Клаудией Гадельей (#3 рейтинга, 4-3 в UFC) на турнире UFC 225. Эспарса проиграла раздельным решением судей (29–28, 28–29, 29–28).
8 сентября 2018 года Эспарса встретилась с Татьяной Суарес (#9 рейтинга, 3-0 в UFC) на турнире UFC 228. Эспарса проиграла техническим нокаутом на последней минуте третьего раунда.
Свой следующий бой Эспарса должна была провести 27 апреля 2019 года против Ливиньи Соузы на турнире UFC Fight Night: Жакаре vs. Херманссон. Однако Соуза выбыла из-за травмы и её заменила дебютантка промоушена Вирна Жандироба. Эспарса победила единогласным решением судей (30–27, 29–28, 29–28).
21 сентября 2019 года Эспарса встретилась с Алексой Грассо (#9 рейтинга, 3-2 в UFC) в соглавном событии турнира UFC Fight Night: Родригес vs. Стивенс. Она победила решением большинства судей (28–28, 29–28, 29–28). Обе участницы поединка получили награду "Лучший бой вечера".
11 апреля 2020 года Эспарса должна была провести бой против Мишель Уотерсон (#8 в рейтинге, 5-3 в рейтинге) на турнире UFC Fight Night: Оверим vs. Харрис. Однако, из-за пандемии COVID-19 турнир был отменён, а встреча с Уотерсон была перенесена на месяц на UFC 249, который состоялся 9 мая 2020 года. Эспарса победила раздельным решением судей (30–27, 29–28, 27–30).

#### Новый контракт
3 июня 2020 года менеджер Эспарсы сообщил, что промоушен подписал со спортсменкой новый контракт на 4 поединка.
Первый поединок в рамках нового контракта Эспарса должна была провести против Марины Родригес (#9 рейтинга, 2-0-2 в UFC) на турнире UFC on ESPN: Каттар vs. Иге, который был запланирован на 15 июля 2020 года и должен был пройти на закрытой территории "Бойцовский остров UFC" в Абу-Даби. Однако, один из тренеров в команде Родригес сдал положительный тест на COVID-19 и из соображений безопасности поединок был отложен. В итоге, они встретились на турнире UFC on ESPN: Уиттакер vs. Тилл, который проходил в той же локации неделей позже – 25 июля 2020 года. Эспарса победила раздельным решением судей (28–29, 29–28, 30–27).
22 мая 2021 года Эспарса встретилась с Янь Сяонань (#3 рейтинга, 6-0 в UFC) в соглавном событии турнира UFC Fight Night: Фонт vs. Гарбрандт. Эспарса победила техническим нокаутом во втором раунде. За этот бой Эспарса получила свою вторую награду "Выступление вечера". Эта победа позволила Эспарсе самой занять третью строчку рейтинга, а также спустя 7 лет вновь стать основной претенденткой на бой за чемпионский пояс против Роуз Намаюнас.

#### Второй чемпионский титул
8 мая 2022 года Эспарза встретилась с действующей чемпионской Роуз Намаюнас в соглавном событии UFC 274 в бою за титул в женском наилегчайшем дивизионе. Бой продлился все 25 минут, после чего Эспарза спорно была объявлена новой чемпионкой раздельными решением судей. 

## Титулы и достижения
Ultimate Fighting Championship
- титул чемпионки UFC в минимальном весе (2 раза, первый чемпион, бывший чемпион)
- победитель 20 сезона шоу The Ultimate Fighter
- награда "Лучший бой вечера" (1 раз) против Алексы Грассо
- награда "Выступление вечера" (2 раза) против Роуз Намаюнас и Янь Сяонань

Invicta Fighting Championship
- титул чемпионки Invicta FC в минимальном весе (1 раз, первый чемпион)

## Статистика выступлений в MMA
| Боёв 28  | Побед 20 | Поражений 8 |
| -------- | -------- | ----------- |
| Нокаутом | 4        | 2           |
| Сдачей   | 4        | 2           |
| Решением | 12       | 4           |

| Результат  | Рекорд | Соперник              | Способ                                      | Турнир                                     | Дата             | Раунд | Время | Место                             | Примечание |
| ---------- | ------ | --------------------- | ------------------------------------------- | ------------------------------------------ | ---------------- | ----- | ----- | --------------------------------- | --- |
| Поражение  | 20-8   | Тиша Пеннингтон       | Единогласное решение                        | UFC 307                                    | 5 октября 2024   | 3     | 5:00  | Солт-Лейк-Сити, Юта, США          | После боя, объявила об завершении карьеры |
| Поражение  | 20-7   | Чжан Вэйли            | Сдача (удушение сзади)                      | UFC 281                                    | 13 ноября 2022   | 2     | 1:05  | Нью-Йорк, Нью-Йорк, США           | Утратила титул чемпионки UFC в женском минимальном весе.                                                                                       |
| Победа     | 20-6   | Роуз Намаюнас [Ч]     | Раздельное решение                          | UFC 274                                    | 7 мая 2022       | 5     | 5:00  | Финикс, Аризона, США              | Завоевала титул чемпионки UFC в женском минимальном весе.                                                                                      |
| Победа     | 19-6   | Янь Сяонань [#3]      | Технический нокаут (удары руками)           | UFC Fight Night: Фонт vs. Гарбрандт        | 22 мая 2021      | 2     | 2:58  | Лас-Вегас, Невада, США            | Награда "Выступление вечера" |
| Победа     | 18-6   | Марина Родригес [#9]  | Раздельное решение                          | UFC on ESPN: Уиттакер vs. Тилл             | 25 июля 2020     | 3     | 5:00  | Абу-Даби, Абу-Даби, ОАЭ           | |
| Победа     | 17-6   | Мишель Уотерсон [#8]  | Раздельное решение                          | UFC 249                                    | 9 мая 2020       | 3     | 5:00  | Джэксонвилл, Флорида, США         | |
| Победа     | 16-6   | Алекса Грассо [#9]    | Решение большинства                         | UFC Fight Night: Родригес vs. Стивенс      | 21 сентября 2019 | 3     | 5:00  | Мехико, Мексика                   | Награда "Лучший бой вечера" |
| Победа     | 15-6   | Вирна Жандироба       | Единогласное решение                        | UFC Fight Night: Жакаре vs. Херманссон     | 27 апреля 2019   | 3     | 5:00  | Санрайз, Флорида, США             | |
| Поражение  | 14-6   | Татьяна Суарес [#9]   | Технический нокаут (удары руками и локтями) | UFC 228                                    | 8 сентября 2018  | 3     | 4:33  | Даллас, Техас, США                | |
| Поражение  | 14-5   | Клаудия Гаделья [#3]  | Раздельное решение                          | UFC 225                                    | 9 июня 2018      | 3     | 5:00  | Чикаго, Иллинойс, США             | |
| Победа     | 14-4   | Синтия Кальвильо [#6] | Единогласное решение                        | UFC 219                                    | 30 декабря 2017  | 3     | 5:00  | Лас-Вегас, Невада, США            | |
| Победа     | 13-4   | Марина Мороз [#10]    | Единогласное решение                        | UFC Fight Night: Кьеза vs. Ли              | 25 июня 2017     | 3     | 5:00  | Оклахома-Сити, Оклахома, США      | |
| Поражение  | 12-4   | Ранда Маркос          | Раздельное решение                          | UFC Fight Night: Льюис vs. Браун           | 19 февраля 2017  | 3     | 5:00  | Галифакс, Новая Шотландия, Канада | |
| Победа     | 12-3   | Жулиана Лима          | Единогласное решение                        | UFC 197                                    | 23 апреля 2016   | 3     | 5:00  | Лас-Вегас, Невада, США            | |
| Поражение  | 11-3   | Йоанна Енджейчик      | Технический нокаут (удары руками)           | UFC 185                                    | 14 марта 2015    | 2     | 4:17  | Даллас, Техас, США                | Утратила титул чемпионки UFC в минимальном весе                                                                                                |
| Победа     | 11-2   | Роуз Намаюнас         | Сдача, удушающий приём (удушение сзади)     | The Ultimate Fighter 20 Finale             | 12 декабря 2014  | 3     | 1:26  | Лас-Вегас, Невада, США            | Завоевала первый титул чемпионки UFC в минимальном весе Завоевала титул победителя 21 сезона The Ultimate Fighter Награда "Выступление вечера" |
| Победа     | 10-2   | Джессика Пенне        | Единогласное решение                        | The Ultimate Fighter 20 Semifinal round    | 14 августа 2014  | 3     | 5:00  | Лас-Вегас, Невада, США            | Полуфинальный бой |
| Победа     | 9-2    | Ребекка Хайатт        | Единогласное решение                        | Invicta FC 4: Esparza vs. Hyatt            | 5 января 2013    | 5     | 5:00  | Канзас-Сити, Канзас, США          | Завоевала первый титул чемпионки Invicta FC в минимальном весе                                                                                 |
| Победа     | 8-2    | Линн Альварес         | Технический нокаут (удары руками)           | Invicta FC 3: Penne vs. Sugiyama           | 6 октября 2012   | 1     | 2:53  | Канзас-Сити, Канзас, США          | |
| Победа     | 7-2    | Сара Шнайдер          | Технический нокаут (удары руками)           | Invicta FC 2: Baszler vs. McMann           | 28 июля 2012     | 2     | 4:28  | Канзас-Сити, Канзас, США          | |
| Победа     | 6-2    | Фелис Херриг          | Единогласное решение                        | XFC 15: Tribute                            | 2 декабря 2011   | 3     | 5:00  | Тампа, Флорида, США               | |
| Поражение  | 5-2    | Джессика Агилар       | Раздельное решение                          | Bellator 46                                | 25 июня 2011     | 3     | 5:00  | Холливуд, Флорида, США            | |
| Победа     | 5-1    | Ядира Анзалдуя        | Сдача, удушающий приём (удушение сзади)     | ECSC: Friday Night Fights 3                | 15 апреля 2011   | 1     | 0:53  | Кловис, Нью-Мексико, США          | |
| Победа     | 4-1    | Нина Ансарофф         | Раздельное решение                          | Crowbar MMA: Winter Brawl                  | 10 декабря 2010  | 3     | 5:00  | Гранд-Форкс, Северная Дакота, США | |
| Поражение  | 3-1    | Мэгуми Фудзии         | Сдача, болевой приём (рычаг локтя)          | Bellator 24                                | 12 августа 2010  | 2     | 0:57  | Холливуд, Флорида, США            | |
| Победа     | 3-0    | Лэйси Шакман          | Сдача, удушающий приём (удушение сзади)     | NMEF - Ladies Night: Clash of the Titans 8 | 16 июля 2010     | 2     | 2:37  | Касл-Рок, Колорадо, США           | |
| Победа     | 2-0    | Карина Халлинан       | Сдача, удушающий приём (удушение сзади)     | Long Beach Fight Night 8                   | 18 апреля 2010   | 2     | 2:16  | Лонг-Бич, Калифорния, США         | |
| Победа     | 1-0    | Кэсси Трост           | Технический нокаут (удары руками)           | Respect in the Cage 3                      | 19 февраля 2010  | 1     | 0:48  | Помона, Калифорния, США           | |
| Источники: |        |                       |                                             |                                            |                  |       |       |                                   | |